# Juan Soldevilla y Romero
Juan Soldevilla y Romero, né le 29 octobre 1843 à Fuentelapeña en Castille-et-León, Espagne, et assassiné le 4 juin 1923 à Saragosse, est  un cardinal espagnol de l'Église catholique romaine.

## Biographie
Juan Soldevilla y Romero étudie à Valladolid, à Tolède, à Saint-Jacques-de-Compostelle et à Tuy. Il est notamment secrétaire au diocèse d'Orense, chanoine à Orense et à Valladolid.
Soldevilla y Romero est élu évêque de Tarazona en 1889 et nommé administrateur apostolique de Tudela. Il est promu archevêque de Saragosse en 1901.
Le pape Benoît XV le créé cardinal lors du consistoire du 5 décembre 1919. Il participe au conclave de 1922, lors duquel Pie XI est élu pape.
Soldevilla est assassiné le 4 juin 1923, dans sa  voiture en visitant un couvent près de Saragosse, par Francisco Ascaso et Rafael Torres Escartín, membres du groupe Los Solidarios aidés des militants Juliana López et Esteban Salamero. Les anarchistes l'accusent d'être « le principal financier et recruteur des pistoleros du patronat et du syndicat libre (jaune) de Saragosse et [de tirer] finance des maisons de passes et des boîtes de jeux ».